# Nederlandse kampioenschappen atletiek 2020
In 2020 werden de Nederlandse kampioenschappen atletiek in Utrecht gehouden op de atletiekbaan van Sportpark Maarschalkerweerd. De kampioenschappen stonden aanvankelijk op een eerdere datum gepland, maar vanwege de coronapandemie werden ze in eerste instantie afgelast. Na de versoepeling van de coronamaatregelen in de zomer bleek het toch mogelijk om de kampioenschappen te houden, zij het op een later tijdstip, een andere locatie en zonder publiek. Nu vonden zij plaats op 29 en 30 augustus. 
De organisatie van het evenement lag in handen van AV Phoenix en U-Track.
Ondanks het feit, dat er tijdens het baanseizoen vanwege de coronacrisis op nationaal niveau nog geen wedstrijden hadden kunnen plaatsvinden, werden er verschillende uitstekende prestaties geleverd, wat uitmondde in een zestal kampioenschapsrecords.   
De 10.000 m vond plaats tijdens de wedstrijden om de Gouden Spike op 19 september in Leiden, terwijl het NK Meerkamp werd gehouden in het weekend van 5 en 6 september in Emmeloord.

## Uitslagen

### 100 m
| wind: +1,1 m/s | wind: +1,1 m/s       | wind: +1,1 m/s |
| rang           | atleet               | prestatie      |
| -------------- | -------------------- | -------------- |
| Goud           | Joris van Gool       | 10,17 s        |
| Zilver         | Keitharo Oosterwolde | 10,49 s        |
| Brons          | Netanel Dorothea     | 10,51 s        |

| wind: +1,2 m/s | wind: +1,2 m/s        | wind: +1,2 m/s |
| rang           | atlete                | prestatie      |
| -------------- | --------------------- | -------------- |
| Goud           | Nadine Visser         | 11,25 s        |
| Zilver         | Marije van Hunenstijn | 11,32 s        |
| Brons          | Naomi Sedney          | 11,33 s        |

### 200 m
| wind: +5,2 m/s | wind: +5,2 m/s   | wind: +5,2 m/s |
| rang           | atleet           | prestatie      |
| -------------- | ---------------- | -------------- |
| Goud           | Taymir Burnet    | 20,35 s        |
| Zilver         | Churandy Martina | 20,95 s        |
| Brons          | Riq de Wit       | 21,22 s        |

| wind: +1,8 m/s | wind: +1,8 m/s        | wind: +1,8 m/s |
| rang           | atlete                | prestatie      |
| -------------- | --------------------- | -------------- |
| Goud           | Lieke Klaver          | 22,95 s        |
| Zilver         | Marije van Hunenstijn | 23,04 s        |
| Brons          | Femke Bol             | 23,40 s        |

### 400 m
| rang   | atleet              | prestatie |
| ------ | ------------------- | --------- |
| Goud   | Jochem Dobber       | 46,59 s   |
| Zilver | Liemarvin Bonevacia | 46,93 s   |
| Brons  | Isayah Boers        | 46,99 s   |

| rang   | atlete           | prestatie |
| ------ | ---------------- | --------- |
| Goud   | Andrea Bouma     | 53,87 s   |
| Zilver | Eveline Saalberg | 54,16 s   |
| Brons  | Eva Hovenkamp    | 54,79 s   |

### 800 m
| rang   | atleet         | prestatie |
| ------ | -------------- | --------- |
| Goud   | Djoao Lobles   | 1.50,40   |
| Zilver | Maarten Plaum  | 1.50,47   |
| Brons  | Jurgen Wielart | 1.50,80   |

| rang   | atlete           | prestatie |
| ------ | ---------------- | --------- |
| Goud   | Suzanne Voorrips | 2.04,58   |
| Zilver | Bregje Sloot     | 2.05,11   |
| Brons  | Britt Ummels     | 2.06,96   |

### 1500 m
| rang   | atleet         | prestatie |
| ------ | -------------- | --------- |
| Goud   | Richard Douma  | 3.45,43   |
| Zilver | Thijmen Kupers | 3.45,59   |
| Brons  | Mike Foppen    | 3.45,62   |

| rang   | atlete            | prestatie |
| ------ | ----------------- | --------- |
| Goud   | Britt Ummels      | 4.20,13   |
| Zilver | Jetske van Kampen | 4.21,45   |
| Brons  | Elisa de Jong     | 4.21,73   |

### 5000 m
| rang   | atleet          | prestatie |
| ------ | --------------- | --------- |
| Goud   | Mike Foppen     | 13.36,37  |
| Zilver | Frank Futselaar | 13.39,39  |
| Brons  | Stan Niesten    | 13.45,36  |

| rang   | atlete            | prestatie |
| ------ | ----------------- | --------- |
| Goud   | Diane van Es      | 15.44,50  |
| Zilver | Marijke de Visser | 16.01,26  |
| Brons  | Bo Ummels         | 16.06,11  |

### 10.000 m[1]
| rang   | atleet          | prestatie |
| ------ | --------------- | --------- |
| Goud   | Mike Foppen     | 27.59,10  |
| Zilver | Stan Niesten    | 28.30,81  |
| Brons  | Frank Futselaar | 28.50,92  |

| rang   | atlete       | prestatie |
| ------ | ------------ | --------- |
| Goud   | Jasmijn Lau  | 32.20,75  |
| Zilver | Bo Ummels    | 32.25,41  |
| Brons  | Diane van Es | 33.20,73  |

### 110 m horden/100 m horden
| wind: +0,1 m/s | wind: +0,1 m/s      | wind: +0,1 m/s |
| rang           | atleet              | prestatie      |
| -------------- | ------------------- | -------------- |
| Goud           | Liam van der Schaaf | 13,93 s        |
| Zilver         | Koen Smet           | 13,94 s        |
| Brons          | Dave Wesselink      | 14,55 s        |

| wind: +0,9 m/s | wind: +0,9 m/s | wind: +0,9 m/s |
| rang           | atlete         | prestatie      |
| -------------- | -------------- | -------------- |
| Goud           | Nadine Visser  | 13,10 s        |
| Zilver         | Sharona Bakker | 13,24 s        |
| Brons          | Zoë Sedney     | 13,30 s        |

### 400 m horden
| rang   | atleet          | prestatie |
| ------ | --------------- | --------- |
| Goud   | Nick Smidt      | 51,12 s   |
| Zilver | Jonas Pannevis  | 53,12 s   |
| Brons  | Maurik de Groot | 53,70 s   |

| rang   | atlete            | prestatie |
| ------ | ----------------- | --------- |
| Goud   | Cathelijn Peeters | 60,32 s   |
| Zilver | Femke Frijters    | 61,17 s   |
| Brons  | Silke Peeters     | 61,50 s   |

### 3000 m steeple
| rang   | atleet               | prestatie |
| ------ | -------------------- | --------- |
| Goud   | Mervin van der Horst | 9.24,98   |
| Zilver | Tsega Kifle          | 9.26,40   |
| Brons  | Lars Cazander        | 9.32,49   |

| rang   | atlete                | prestatie |
| ------ | --------------------- | --------- |
| Goud   | Irene van der Reijken | 9.46,09   |
| Zilver | Jasmijn Bakker        | 9.59,35   |
| Brons  | Kristel van den Berg  | 10.23,47  |

### Verspringen
| rang   | atleet             | prestatie         |
| ------ | ------------------ | ----------------- |
| Goud   | Antonny Ediagbonya | 7,38 m (+4,4 m/s) |
| Zilver | Fabian Florant     | 7,35 m (+2,6 m/s) |
| Brons  | David Cairo        | 7,27 m (+2,9 m/s) |

| rang   | atlete           | prestatie         |
| ------ | ---------------- | ----------------- |
| Goud   | Anouk Vetter     | 6,24 m (+2,0 m/s) |
| Zilver | Pauline Hondema  | 6,09 m (+1,9 m/s) |
| Brons  | Joyce Schumacher | 6,06 m (+1,1 m/s) |

### Hink-stap-springen
| rang   | atleet            | prestatie          |
| ------ | ----------------- | ------------------ |
| Goud   | Fabian Florant    | 14,94 m (+1,8 m/s) |
| Zilver | Thomas Ticheloven | 14,36 m (+1,6 m/s) |
| Brons  | Hent van Schoten  | 14,20 m (+2,7 m/s) |

| rang   | atlete            | prestatie          |
| ------ | ----------------- | ------------------ |
| Goud   | Daniëlle Spek     | 12,66 m (+1,1 m/s) |
| Zilver | Louise Taatgen    | 12,55 m (+2,1 m/s) |
| Brons  | Kellynsia Leerdam | 12,38 m (+2,3 m/s) |

### Hoogspringen
| rang   | atleet          | prestatie |
| ------ | --------------- | --------- |
| Goud   | Douwe Amels     | 2,06 m    |
| Zilver | Sven van Merode | 2,03 m    |
| Brons  | Marius Wouters  | 2,00 m    |

| rang   | atlete         | prestatie |
| ------ | -------------- | --------- |
| Goud   | Britt Weerman  | 1,86 m    |
| Zilver | Glenka Antonia | 1,80 m    |
| Brons  | Manon Schoop   | 1,77 m    |

### Polsstokhoogspringen
| rang   | atleet             | prestatie |
| ------ | ------------------ | --------- |
| Goud   | Menno Vloon        | 5,75 m    |
| Zilver | Koen van der Wijst | 5,00 m    |
| Brons  | Léon Mak           | 4,80 m    |

| rang   | atlete               | prestatie |
| ------ | -------------------- | --------- |
| Goud   | Femke Pluim          | 4,30 m    |
| Zilver | Fleur van der Linden | 3,80 m    |
| Brons  | Anita Karregat       | 3,55 m    |

### Kogelstoten
| rang   | atleet         | prestatie |
| ------ | -------------- | --------- |
| Goud   | Sven Poelmann  | 19,03 m   |
| Zilver | Patrick Cronie | 18,33 m   |
| Brons  | Mattijs Mols   | 16,77 m   |

| rang   | atlete              | prestatie |
| ------ | ------------------- | --------- |
| Goud   | Jessica Schilder    | 18,27 m   |
| Zilver | Jorinde van Klinken | 17,72 m   |
| Brons  | Melissa Boekelman   | 17,50 m   |

### Discuswerpen
| rang   | atleet               | prestatie |
| ------ | -------------------- | --------- |
| Goud   | Stephan Dekker       | 54,48 m   |
| Zilver | Shaquille Emanuelson | 53,83 m   |
| Brons  | Ruud Van Noort       | 45,57 m   |

| rang   | atlete              | prestatie |
| ------ | ------------------- | --------- |
| Goud   | Jorinde van Klinken | 56,54 m   |
| Zilver | Alida van Daalen    | 54,74 m   |
| Brons  | Janneke Pluimes     | 48,14 m   |

### Speerwerpen
| rang   | atleet           | prestatie |
| ------ | ---------------- | --------- |
| Goud   | Jurriaan Wouters | 76,09 m   |
| Zilver | Lars Timmerman   | 72,77 m   |
| Brons  | Mart ten Berge   | 69,43 m   |

| rang   | atlete           | prestatie |
| ------ | ---------------- | --------- |
| Goud   | Lisanne Schol    | 59,23 m   |
| Zilver | Anouk Vetter     | 53,62 m   |
| Brons  | Danien ten Berge | 50,81 m   |

### Kogelslingeren
| rang   | atleet            | prestatie |
| ------ | ----------------- | --------- |
| Goud   | Denzel Comenentia | 70,53 m   |
| Zilver | Dennis Hemelaar   | 62,82 m   |
| Brons  | Etiènne Orbons    | 61,87 m   |

| rang   | atlete               | prestatie |
| ------ | -------------------- | --------- |
| Goud   | Wendy Koolhaas       | 64,77 m   |
| Zilver | Eva Reinders         | 60,07 m   |
| Brons  | Sina Mai Holthuijsen | 57,51 m   |

### Tienkamp/Zevenkamp[2]
| rang   | atleet      | prestatie |
| ------ | ----------- | --------- |
| Goud   | Rik Taam    | 8031 p    |
| Zilver | Rafael Raap | 7829 p    |
| Brons  | Léon Mak    | 7614 p    |

| rang   | atlete           | prestatie |
| ------ | ---------------- | --------- |
| Goud   | Anne van de Wiel | 5756 p    |
| Zilver | Michelle Oud     | 5661 p    |
| Brons  | Myke van de Wiel | 5532 p    |

1904 · 
1908 · 
1909 · 
1910 · 
1911 · 
1912 · 
1913 · 
1914 · 
1915 · 
1917 · 
1918 · 
1919 · 
1920 · 
1921 · 
1922 · 
1923 · 
1924 · 
1925 · 
1926 · 
1927 · 
1928 · 
1929 · 
1930 · 
1931 · 
1932 · 
1933 · 
1934 · 
1935 · 
1936 · 
1937 · 
1938 · 
1939 · 
1940 · 
1941 · 
1942 · 
1943 · 
1944 · 
1946 · 
1947 · 
1948 · 
1949 · 
1950 · 
1951 · 
1952 · 
1953 · 
1954 · 
1955 · 
1956 · 
1957 · 
1958 · 
1959 · 
1960 · 
1961 · 
1962 · 
1963 · 
1964 · 
1965 · 
1966 · 
1967 · 
1968 · 
1969 · 
1970 · 
1971 · 
1972 · 
1973 · 
1974 · 
1975 · 
1976 · 
1977 · 
1978 · 
1979 · 
1980 · 
1981 · 
1982 · 
1983 · 
1984 · 
1985 · 
1986 · 
1987 · 
1988 · 
1989 · 
1990 · 
1991 · 
1992 · 
1993 · 
1994 · 
1995 · 
1996 · 
1997 · 
1998 · 
1999 · 
2000 · 
2001 · 
2002 · 
2003 · 
2004 · 
2005 · 
2006 · 
2007 · 
2008 · 
2009 · 
2010 · 
2011 · 
2012 · 
2013 · 
2014 · 
2015 · 
2016 ·
2017 ·
2018 ·
2019 ·
2020 ·
2021 ·
2022 ·
2023 ·
2024 ·
2025